# Atchafalaya

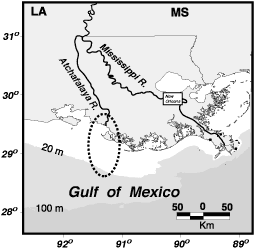
Loop van de Atchafalaya River

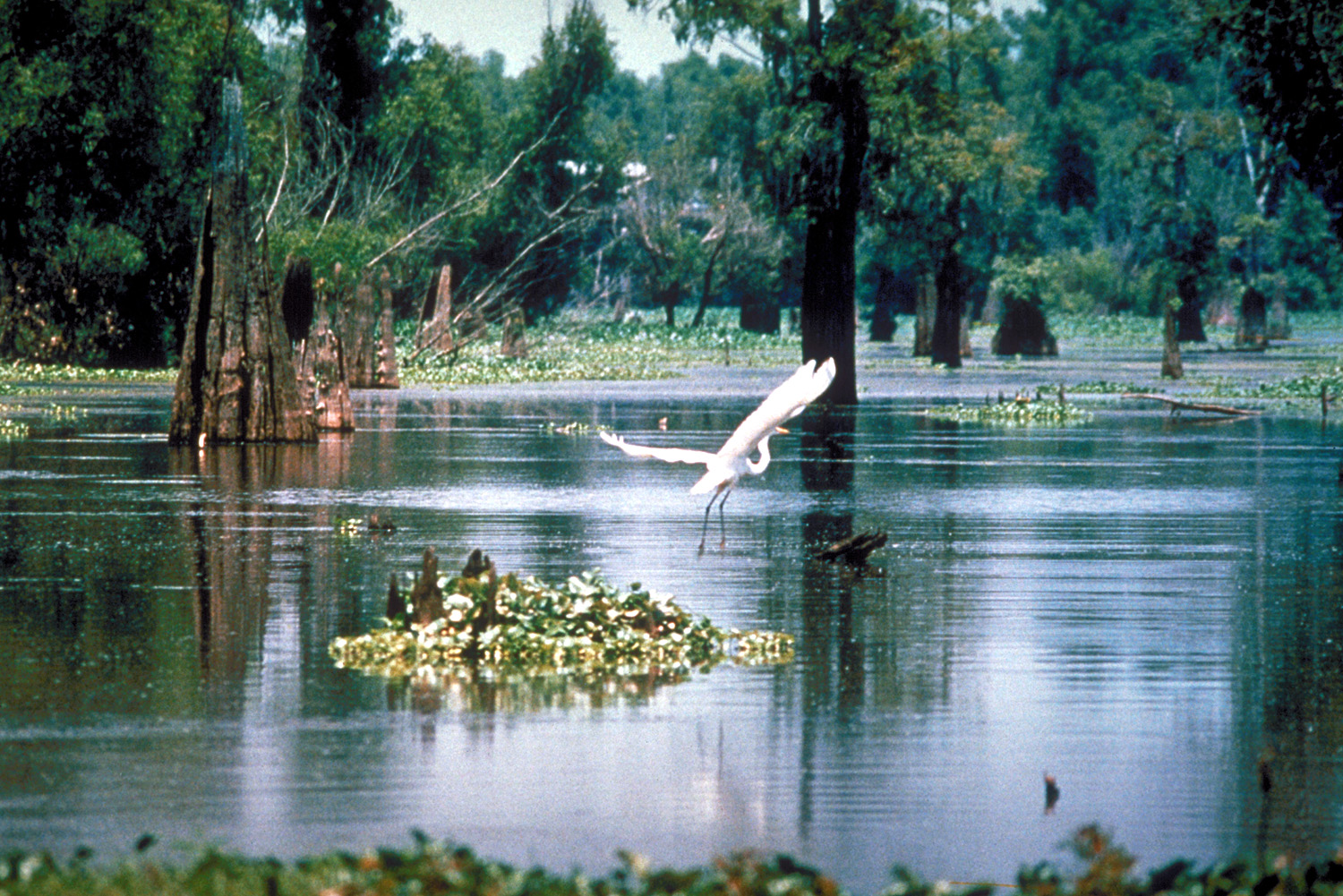
Atchafalaya Basin of Atchafalaya Swamp

De Atchafalaya is een Amerikaanse rivier die uitmondt in de Golf van Mexico. Deze 270 km lange aftakking van de Mississippi is volledig gelegen in de staat Louisiana.
De Atchafalaya wordt gevoed door de Red River en de Mississippi. Het debiet dat van deze laatste in de Atchafalaya stroomt wordt geregeld door het Old River Control System met stuwen beheerd door de United States Army Corps of Engineers. De Old River, een 11 km lange gekanaliseerde rivierbedding, die Red River, Atchafalaya River en Mississippi met elkaar verbindt ten noorden van Simmesport, wordt gebruikt om 30% van het debiet van het Mississippi-Missouri-bekken langs de Atchafalaya te laten afvloeien. Deze verdeling van debiet is in de Verenigde Staten zelfs bij wet vastgelegd. Bij hoog of laag debiet kan dit door het Old River Control System aangepast worden, of kan de noodoverlaat van de Morganza Spillway gebruikt worden om de Mississippi bijkomend te ontlasten.
Door avulsie, de kracht en het debiet van de Mississippi zou, indien niet gecontroleerd door dammen en stuwen, de Mississippi zich een weg banen langs de bedding van de Atchafalaya om zo de golf van Mexico te bereiken en zo delta switching tot stand brengen. Dit zou rampzalig zijn voor de uiterst belangrijke en grote haven van South Louisiana en de steden Baton Rouge en New Orleans. Anderzijds is een gecontroleerd debiet van de Mississippi belangrijk voor het vermijden van overstromingen in de deltamonding. In de geschiedenis is de Mississippi meermaals geswitchd van zijn huidige gecontroleerde loop in de delta naar de loop van de Atchafalaya en terug. Een dergelijke evolutie wordt evenwel nu niet meer wenselijk geacht.
De Atchafalaya River voedt en wordt gevoed door het Atchafalaya Basin (Atchafalaya Swamp), een combinatie van moeras, drasland en rivierdelta, die met 2410 km² een belangrijk gedeelte van zuidelijk Centraal-Louisiana vormt. Het gebied en de natuur wordt ook de bayou genoemd. Het is een estuarium met brak water.
Zo'n 24 km ten zuiden van Morgan City mondt de stroom in de zee.

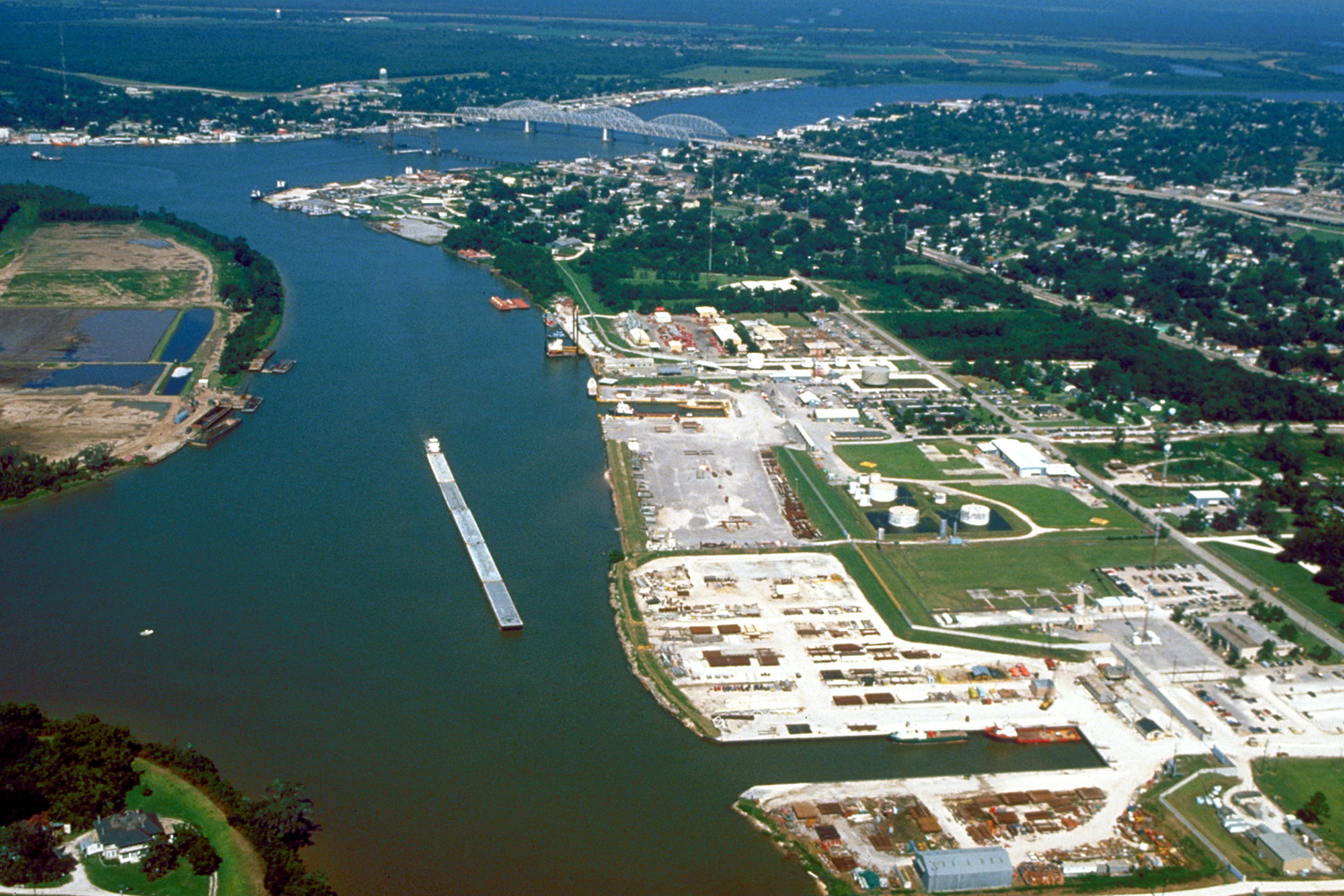
Atchafalaya stroomt van rechts naar links door Morgan City, vooraan haven en deel van de Gulf Intracoastal Waterway.
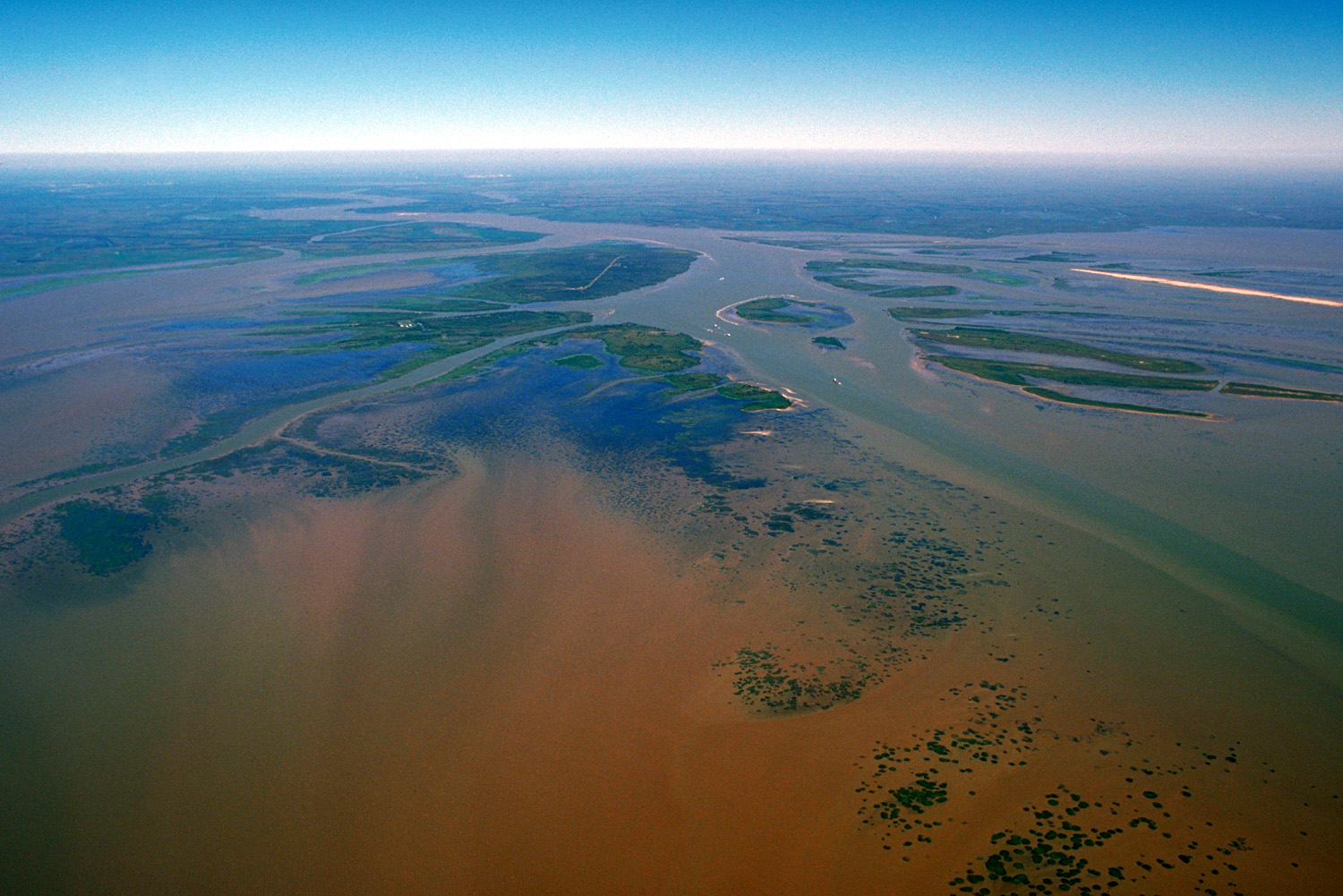
Deltamonding van de Atchafalaya River in de golf van Mexico.

- Library of Congress Control Number: sh85009085
- National Archives and Records Administration: 10038780
- Nationale Bibliotheek van Israël: 987007294943605171
- Virtual International Authority File: 315526366